# Kanton Charleville-La Houillère
Kanton Charleville-La Houillère (fr. Canton de Charleville-La Houillère) byl francouzský kanton v departementu Ardensko v regionu Champagne-Ardenne. Tvořily ho tři obce. Zrušen byl po reformě kantonů 2014.

## Obce kantonu
- Charleville-Mézières (část)
- Damouzy
- Houldizy